# Tropidomantis tenera
Tropidomantis tenera är en bönsyrseart som först beskrevs av Carl Stål 1858.  Tropidomantis tenera ingår i släktet Tropidomantis och familjen Iridopterygidae. Inga underarter finns listade i Catalogue of Life.